# 田村廿三郎
田村 廿三郎（たむら はたさぶろう、1890年〈明治23年〉6月13日 - 1961年〈昭和36年〉1月6日）は、日本の内科医、小児科医、実業家。イチジク製薬創業者・初代社長。「イチジク浣腸」の考案者。

## 略歴
新潟県中蒲原郡鷲巻村大字西笠巻（現 新潟県新潟市南区西笠巻）の医師・田村篤司の三男として出生。
1909年（明治42年）3月に新潟中学校を卒業、1914年（大正3年）9月に千葉医学専門学校医学科に入学、1918年（大正7年）5月に同校を卒業。
千葉県東葛飾郡市川町大字市川字上出口（現 千葉県市川市市川）の吉岡医院に勤務したのち、1920年（大正9年）に東京府南葛飾郡瑞江村大字上今井（現 東京都江戸川区江戸川）に田村医院を開業。
1925年（大正14年）に「イチジク印輕便浣腸」を考案、1926年（大正15年）に東京府東京市本所区柳島元町（現 東京都墨田区業平）に合資会社東京軽便浣腸製造所（現 イチジク製薬）を設立して初代社長に就任。
1935年（昭和10年）に東北鉄道鉱業取締役に就任、1936年（昭和11年）に東京府医師会議員に就任。
1939年（昭和14年）頃にイチジク製薬会長に就任、1940年（昭和15年）に江戸川区会議員に就任、1942年（昭和17年）に江戸川区医師会会長に就任。
1950年（昭和25年）頃にイチジク製薬相談役に就任。

## 「イチジク浣腸」の開発
大正時代、東京の開業医・田村廿三郎は昼も夜も発熱やひきつけなどを起こした子供の急患の往診に走り回っていたが、その多くが注射器で浣腸を行って排便させると治ることを見つけ、便秘で苦しむ子供を早く楽にしてあげたいという思いから、家庭で簡単に使える浣腸の開発を行った。浣腸の形状には田村廿三郎が往診の時に患者の家の番犬を沁みる液体で撃退するため考案したスポイトを採用した。素材に採用したセルロイドは硬くて割れやすいため、薬液が漏れないよう皮膜を被せた。挿入部は、長すぎると直腸の粘膜を傷付け、短すぎると薬液が直腸に届かないため、肛門から直腸までの長さにした。挿入部の先端の穴は、広すぎると薬液が勢いよく出なく、狭すぎると薬液が少ししか出ないため、ちょうどよい口径に調節した。そして、何よりも、肛門を痛めないように、挿入部を滑らかにする加工技術の向上に多くの時間と心血を注いだ。1953年（昭和28年）に同年から普及し始めたポリエチレンを素材に採用し、セルロイドの欠点を解消した。